# Нетті Вітцирс-Тіммер
Жанетт Жозефіна Марія Вітцирс-Тіммер (нід. Jeannette Josephina Maria Witziers-Timmer; нар. 22 липня 1923 — пом. 25 січня 2005) — нідерландська легкоатлетка, яка спеціалізувалася в бігу на короткі дистанції.

## Із життєпису
Олімпійська чемпіонка в естафеті 4×100 метрів (1948).
Чемпіонка Європи в естафеті 4×100 метрів (1946).
Ексрекордсменка світу в естафетах 4×110 ярдів та 4×200 метрів.

## Основні міжнародні виступи
| Рік  | Змагання         | Місто   | Місце | Дисципліна |
| ---- | ---------------- | ------- | ----- | ---------- |
| 1946 | Чемпіонат Європи | Осло    | 1пф4  | 100 м      |
| 1946 | 1                | 4×100 м |       |            |
| 1948 | Олімпійські ігри | Лондон  | 1     | 4×100 м    |